# Ídols, mentides i rock&roll
Ídols, mentides i rock&roll (títol original: Telling Lies in America) és una pel·lícula estatunidenca dirigida l'any 1997 per Guy Ferland. Ha estat doblada al català.

## Argument
Karchy Jonas és un noi hongarès que va emigrar als Estats Units en els anys seixanta i ara és un estudiant d'Institut de 17 anys que busca fer-se un lloc al món. És un apassionat del rock i se sent atret per un concurs radiofònic dirigit pel discjòquei Billy Magic (Kevin Bacon). Decideix presentar-se, guanya i coneix a una persona que exerceix una gran influència sobre ell i que el protegirà.
El film està basat en la història de Joe Eszterhas.

## Repartiment
- Kevin Bacon: Billy Magic
- Brad Renfro: Karchy 'Chucky'/'Slick' Jonas
- Maximilian Schell: Dr. Istvan Jonas
- Calista Flockhart: Diney Majeski
- Paul Dooley: Father Norton
- Jonathan Rhys Meyers: Kevin Boyle
- Luke Wilson: Henry

## Rebuda
- Premis 1997: National Board of Review: Esment especial
- Ambientada a Cleveland durant els anys seixanta, narra la interessant relació que s'entaula entre un jove a la recerca de la seva identitat i un famós discjòquei radiofònic. Una petita joia a reivindicar -amb prou feines va tenir reconeixement en la seva estrena-, basada en un guió de Joe Eszterhas ("Basic Instict") i amb un magnífic Kevin Bacon.[3]
- "Emotiva i senzilla pel·lícula, amb guió de Joe Eszterhas i eficaç banda sonora"[4]